# Робин Гуд: Принц воров
«Робин Гуд: Принц воров» (англ. Robin Hood: Prince of Thieves) — приключенческий фильм режиссёра Кевина Рейнолдса.

## Сюжет
1194 год. Робин из Локсли, английский дворянин, вместе с другом и приговорённым к смерти мавром Азимом, бежит из арабского плена, в который попал во время крестового похода. Во время побега друга Робина смертельно ранят и он решает остаться и умереть в битве, чтобы дать время уйти остальным, перед этим попросив Локсли заботиться о своей сестре Мариан. Вернувшись с Азимом в Англию, дворянин обнаруживает, что его поместье разорено, отец убит, а земли захватил шериф Ноттингема, пользуясь отсутствием Ричарда Львиное Сердце, законного короля Англии и собираясь свергнуть его с английского трона. Собрав в Шервудском лесу отряд из йоменов, Локсли, или как его теперь называли Робин Гуд, начинает мстить шерифу и помогать угнетаемому им простому народу.
Вскоре лесная армия Робина Гуда начинает создавать большие проблемы шерифу. Он назначает большую награду за голову предводителя, но народ не выдаёт своего героя. Шериф призывает на помощь наёмников, которых набирает из кельтов. Они проводят успешную операцию и разоряют логово разбойников, но большой части повстанцев удаётся скрыться. Тем временем шериф Ноттингема собирается насильно взять в жёны Мариан Дюбуа — особу королевской крови. В день, когда должна произойти казнь пленённых повстанцев и свадьба шерифа, Робин Гуд проводит рискованную операцию. Ему и его помощникам удаётся отбить друзей и остановить шерифа. В решающей схватке Робин берёт верх над шерифом, а Азим убивает исчадие ада — ведьму Мартианну.
В заключительной сцене возвратившийся домой Ричард Львиное Сердце благословляет брак Робина и Мариан.

## В ролях
| Актёр                      | Роль                     |
| -------------------------- | ------------------------ |
| Кевин Костнер              | Робин Гуд                |
| Морган Фримэн              | Азим ибн-Башир Аль-Хаким |
| Мэри Элизабет Мастрантонио | Мариан Дюбуа             |
| Кристиан Слейтер           | Уилл Скарлет             |
| Алан Рикман                | Шериф Нотингема          |
| Майкл Макшейн              | Брат Тук                 |
| Брайан Блессид             | Лорд Локсли              |
| Майкл Уинкотт              | Гай Гисборн              |
| Ник Бримбл                 | Маленький Джон           |
| Су Друэ                    | Фанни                    |
| Дэниел Ньюман              | Волчонок                 |
| Шон Коннери                | Король Ричард            |
| Уолтер Спэрроу             | старик Дункан            |
| Джеральдин Макюэн          | ведьма Мартианна         |
| Имоджен Бэйн               | Сара                     |

## Награды и номинации
Список наград и номинаций приведён в соответствии с данными IMDb.

### Награды
| Список номинаций | Список номинаций                                                         | Список номинаций                                                                                                   | Список номинаций                                                                   |
| Год              | Событие                                                                  | Номинация | Номинант                                                                           |
| ---------------- | ------------------------------------------------------------------------ | --- | ---------------------------------------------------------------------------------- |
| 1992             |                                                                          | Алан Рикман Совокупно с актёрской работой в фильмах «Закрой мои глаза» (1991) и «Искренне, безумно, сильно» (1990) |                                                                                    |
| 1992             | Премия «Грэмми»                                                          | Лучшая песня, написанная для художественного кинофильма или телевидения                                            | Майкл Кеймен, Брайан Адамс и Роберт Джон Лендж ((Everything I Do) I Do It for You) |
| 1992             | Премия Лондонского кружка кинокритиков                                   | Английский актёр года                                                                                              | Алан Рикман                                                                        |
| 1992             | MTV Movie Awards                                                         | Лучшая песня из кинофильма                                                                                         | Брайан Адамс                                                                       |
| 1992             | Премия Гильдии звукорежиссёров художественного кино «Golden Reel Awards» | Лучший монтаж звука: дублирование в художественном фильме                                                          | Джо Дорн и Лайонел Стратт                                                          |
| 1992             | Кинопремия «Золотая малина»                                              | Худший актёр | Кевин Костнер                                                                      |
| 1992             | Young Artist Award                                                       | Лучший семейный кинофильм — драма                                                                                  |                                                                                    |
| 1992             | Young Artist Award                                                       | Лучший молодой актёр в фильме                                                                                      | Дэниел Ньюман                                                                      |

### Номинации
| Список номинаций | Список номинаций            | Список номинаций                                                                              | Список номинаций                               |
| Год              | Событие                     | Номинация                                                                                     | Номинант                                       |
| ---------------- | --------------------------- | --------------------------------------------------------------------------------------------- | ---------------------------------------------- |
| 1992             | Кинопремия «Оскар»          | Лучшая песня к фильму                                                                         | Майкл Кеймен, Брайан Адамс и Роберт Джон Лендж |
| 1992             | Кинопремия «Сатурн»         | Лучший фильм-фэнтези                                                                          | Пэн Дэншам, Ричард Бартон Льюис и Джон Уотсон  |
| 1992             | Кинопремия «Сатурн»         | Лучший киноактёр                                                                              | Кевин Костнер                                  |
| 1992             | Кинопремия «Сатурн»         | Лучший актёр второго плана                                                                    | Алан Рикман                                    |
| 1992             | Кинопремия «Сатурн»         | Лучшая актриса второго плана                                                                  | Мэри Элизабет Мастрантонио                     |
| 1992             | Кинопремия «Сатурн»         | Лучший дизайн костюмов                                                                        | Джон Блумфильд                                 |
| 1992             | Кинопремия BAFTA            | Лучший дизайн костюмов                                                                        | Джон Блумфильд                                 |
| 1992             | Кинопремия «Золотой глобус» | Лучшая музыка к фильму                                                                        | Майкл Кеймен                                   |
| 1992             | Кинопремия «Золотой глобус» | Лучшая песня написанная к фильму                                                              | Майкл Кеймен, Брайан Адамс и Роберт Джон Лендж |
| 1992             | Премия «Грэмми»             | Лучшая инструментальная композиция, написанная для художественного кинофильма или телевидения | Майкл Кеймен                                   |
| 1992             | MTV Movie Awards            | Лучшая женская роль                                                                           | Мэри Элизабет Мастрантонио                     |
| 1992             | MTV Movie Awards            | Лучшая мужская роль                                                                           | Кевин Костнер                                  |
| 1992             | MTV Movie Awards            | Лучший фильм                                                                                  | Пэн Дэншам, Ричард Бартон Льюис и Джон Уотсон  |
| 1992             | MTV Movie Awards            | Лучший актёрский дуэт                                                                         | Кевин Костнер и Морган Фримэн                  |
| 1992             | MTV Movie Awards            | Лучшая отрицательная роль                                                                     | Алан Рикман                                    |
| 1992             | Кинопремия «Золотая малина» | Худший актёр второго плана                                                                    | Кристиан Слейтер                               |

## Музыка
Оригинальная музыкальная партитура была написана, оркестрована и продирижирована Майклом Кэйменом. В 2017 году специализированный лейбл Intrada Records выпустил двухдисковый CD-альбом, содержащий полную партитуру и альтернативные варианты, но без песен Брайана Адамса и Джеффа Линна. В 2020 году Intrada выпустила четырёхдисковый альбом, где на первых двух CD находится партитура фильма; на CD 3 — альтернативные дубли и дополнительная музыка, включая фанфары Morgan Creek Productions, которые были взяты из этой партитуры; на CD 4 — монтажи, использованные в альбоме-саундтреке 1991 года. Песни снова отсутствуют.
| №   | Название                                                   | Длительность |
| --- | ---------------------------------------------------------- | ------------ |
| 1.  | «Overture" / "A Prisoner of the Crusades»                  | 8:27         |
| 2.  | «Sir Guy of Gisborne" / "The Escape to Sherwood»           | 7:27         |
| 3.  | «Little John" / "The Band in the Forest»                   | 4:52         |
| 4.  | «The Sheriff and His Witch»                                | 6:03         |
| 5.  | «Maid Marian»                                              | 2:57         |
| 6.  | «Training" / "Robin Hood, Prince of Thieves»               | 5:15         |
| 7.  | «Marian at the Waterfall»                                  | 5:34         |
| 8.  | «The Abduction" / "The Final Battle at the Gallows»        | 9:53         |
| 9.  | «(Everything I Do) I Do It for You» (песня Брайана Адамса) | 6:33         |
| 10. | «Wild Times» (песня Джеффа Линна)                          | 3:12         |

### Сертификации
| Регион                                                      | Сертификация | Продажи    |
| ----------------------------------------------------------- | ------------ | ---------- |
| Канада (Music Canada)                                       | Платиновый   | 100 000^   |
| Испания (PROMUSICAE)                                        | Золотой      | 50 000^    |
| Великобритания (BPI)                                        | Серебряный   | 60 000^    |
| США (RIAA)                                                  | Платиновый   | 1 000 000^ |
| ^ Данные о тиражах приведены только на основе сертификации. |              |            |

## Факты
- Кассовые сборы в США — 165 млн $[1]
- По слухам, Кевин Костнер хотел говорить в фильме с британским акцентом, но режиссёр Кевин Рейнольдс не позволил ему это сделать. Костнер же утверждает, что от акцента пришлось отказаться потому, что он так и не смог достаточно хорошо его имитировать[9].
- Шон Коннери, сыгравший короля Ричарда, получил за два съёмочных дня $ 250 000. Эти деньги он пожертвовал на благотворительность[9].
- Роль шерифа Ноттингемского была первоначально предложена Ричарду Гранту. В итоге же она досталась Алану Рикману[9].
- В сцене у водопада, где Робин Гуд появляется обнажённым, Кевина Костнера подменял дублёр[9].
- Сценарий фильма, написанный Пеом Демшамом и Джоном Уотсоном, был приобретён за $1,2 млн[9].
- Роль Мариан была предназначена актрисе Робин Райт Пенн, но она выбыла из проекта из-за беременности. Мэри Элизабет Мастрантонио получила эту роль всего лишь за четыре дня до начала съёмок[9].
- Шону Коннери было сначала предложено исполнить эпизодическую роль отца главного героя лорда Локсли, но он от неё отказался, поскольку считал, что за последние годы сыграл слишком много отцов[9].
- Во время съёмок нападения кельтов один и тот же каскадёр изображал разных людей, которых убивали[9].
- В одной из британских телепередач Мэл Гибсон признался в том, что ему предлагали главную роль, но он отказался, поскольку недавно сыграл Гамлета[9].
- Съёмки фильма начались 6 сентября 1990 года, а закончились 22 декабря того же года.

## Игры
На основе фильма, в 1991 году, вышла одноимённая игра для приставок NES и Game Boy, разработанные Sculptured Software Inc. и Bits Studios соответственно, и изданные Virgin Games.